# Sawe
La Sawe est un ruisseau de Belgique, affluent de la Statte et faisant donc partie du bassin versant de la Meuse. Elle coule à l'est de la province de Liège.

## Parcours
Ce ruisseau prend sa source sur le plateau des Hautes Fagnes dans la partie occidentale de la Grande Fagne à l'ouest de l'ancien vivier. La Sawe pénètre dans la forêt de la Fraineuse où son vallon s'encaisse davantage en prenant une direction ouest. Elle longe la forêt domaniale de Gospinal puis conflue avec la Statte au nord du village de Solwaster dans la commune de Jalhay.